# 性愛慾3世紀
《性愛慾3世紀》是一部2012年的拉脫維亞俄語劇情片，改編自法國小說家安那托爾·佛朗士的著作，故事結合了亞當的第一任妻子莉莉絲的傳說。影片由拉脫維亞導演葉夫蓋尼·帕斯肯維奇執導，俄羅斯演員丹尼拉·科茲洛夫思基和芬蘭演員維烈·哈帕塞羅等主演。此片代表拉脫維亞入選第85屆奧斯卡金像獎的奧斯卡最佳外語片獎，但最終沒有入圍。

## 劇情介紹
莉莉絲的故事可以在東方傳說中找到，比如《塔木德》和中世紀的卡巴拉文獻都有提到。根據這些資料來源，莉莉絲並非如同夏娃被造自亞當的肋骨，而是如同亞當一樣都是上帝用泥土所造。但亞當認為莉莉絲不能與他平起平坐，他們在一次爭吵之後，莉莉絲離開了亞當，因此她沒有染上原罪。莉莉絲沒有靈魂且是不朽之身，她可任意改變外形，侵佔人類的軀體，以慾望和死亡詛咒人類。但她所作的一切，無法簡單的以好或惡來評價，因她從本質上就完全不同。
電影分為三個章節，每章節的故事都發生在不同的時空中：
- 「逃離」(性逍遙)，背景設置於1664年的漢薩同盟區域。
- 「損失」(愛癡迷)，背景設置於1883年的俄國和法國。
- 「失常的情感」(慾迷惘)，背景設置於1990年的拉脫維亞。

## 演員列表
- 歐嘉·塞皮茲卡亞
- 蕾濟亞·卡甯娜（英语：Rēzija Kalniņa）
- 吉茲·喀士德利斯（英语：Ģirts Ķesteris）
- 雅尼斯·雷尼斯（英语：Jānis Reinis）
- 烏爾蒂斯·杜畢士
- 佩德力士·利平什
- 維哥·羅迦
- 瑞納斯·瓦伊瓦
- 亞歷克賽·席列布瑞亞柯夫
- 柯塞妮亞·拉帕波特（英语：Kseniya Rappoport）
- 丹尼拉·科茲洛夫思基
- 維烈·哈帕塞羅（英语：Ville Haapasalo）
- 尤里·楚利諾（俄语：Цурило, Юрий Алексеевич）
- 伊凱琳娜·薇柯娃（英语：Ekaterina Vilkova）
- 安娜·阿薩洛娃（俄语：Азарова, Анна Александровна）
- 愛蓮娜·莫蘿索娃（俄语：Морозова, Елена Саввична）
- 塔蒂亞娜·柳塔艾娃（俄语：Лютаева, Татьяна Борисовна）

## 製作
電影在拉脫維亞首都里加，烏克蘭敖德薩和俄羅斯聖彼得堡等城市取景攝製。

## 外部連結
- 互联网电影数据库（IMDb）上《性愛慾3世紀》的资料（英文）
- 爛番茄上《性愛慾3世紀》的資料（英文）
- Yahoo!奇摩電影上《性愛慾3世紀 （页面存档备份，存于）》的頁面 （繁體中文）
- 聯影電影上《性愛慾3世紀 （页面存档备份，存于）》的官方主頁 （繁體中文）
- 開眼電影網上《性愛慾3世紀 （页面存档备份，存于）》的資料 （繁體中文）